# زاب الدين الأنصاري
زاب الدين الأنصاري، وكنيته أبو حمزة أو أبو جندل هو مقاتل إسلامي هندي ينتمي إلى حركة المجاهدين الهنود ولشكر طيبة. وهو متهم بالتورط في هجمات مومباي عام 2008. تم إدراج اسمه في قائمة «أكثر 50 مطلوبًا يتم إيواؤهم في باكستان» أصدرتها الهند في 21 مايو 2011.
وهو مشتبه به في عدة قضايا مثل قضية انفجار محطة كالوبور في 9 فبراير 2006، وقضية سرقة أسلحة أورانجاباد في مايو 2006، وقضية تفجير بوني عام 2010. قُبِض عليه في المملكة العربية السعودية في 25 يونيو 2012، وقامت السلطات السعودية بترحيله إلى الهند، وهو محتجز حالياً لدى أجهزة الأمن الهندية. في 2 أغسطس 2016 حكمت عليه المحكمة الهندية الخاصة بالسجن مدى الحياة فيما يتعلق بقضية سرقة الأسلحة.

## اعتقاله
كانت وكالات الأمن تلاحقه لمدة 3 سنوات في دلهي، وصلت معلومات عن وجوده في المملكة العربية السعودية قدمها معتقل لدى الأجهزة الأمنية الهندية. فطلبت المخابرات الهندية من المخابرات السعودية اعتقال الأنصاري.
تعتبر المخابرات الهندية اعتقال أبي حمزة أكثر أهمية من اعتقال أجمل قصاب، حيث كان أبو حمزة من بين ستة مخططين رئيسيين للهجمات.
ووفقًا لمصادر الحكومة الهندية فإن اعتقاله جاء بعد شهور من المفاوضات الدبلوماسية التي شاركت فيها الرياض وواشنطن ونيودلهي. كما قامت الشخصيات الهندية البارزة بزيارة المملكة العربية السعودية للضغط على السلطات السعودية للمساعدة في قضية الأنصاري. وعمل مدير مكتب المخابرات نيهشال ساندو بشكل مباشر مع نظيره السعودي الأمير مقرن بن عبد العزيز ووكالة المخابرات السعودية المخابرات العامة خلال التحقيقات. حددت المخابرات الهندية والسعودية هوية الأنصاري على أساس الاتصالات الهاتفية.

### تحديد الحمض النووي
استُخدم اختبار الحمض النووي لتحديد هويته، وأرسلت الهند عينة من الحمض النووي حصلت عليها من عائلة الأنصاري إلى السلطات السعودية، كان اختبار الحمض النووي متطابقًا.

### الترحيل
في 21 يونيو 2012 وصل أبو حمزة من المملكة العربية السعودية إلى مطار أنديرا غاندي الدولي في نيودلهي، وفي 25 يونيو 2012 سُلم رسميًا لشرطة دلهي التي أعلنت القبض عليه، ووُصف اعتقال زاب الدين بأنه أهم تطور في قضية هجمات مومباي 2008 بعد اعتقال أجمل قصاب.